# Anni Friesinger-Postma
Anni Friesinger-Postma (născută Anna Christine Friesinger, n. 11 ianuarie 1977, Bad Reichenhall, Bavaria, Germania) este o patinatoare germană de talie mondială.

## Date biografice
Anni este fiica lui Georg Friesinger (1953–1996) și Janina Korowicka (n. 1954), ambii patinatori.
Devine cunoscută prin victoria obținută la Jocurile Olimpice din 2002 care au avut loc în Salt Lake City, acest rezultat a fost însoțit și de alte medalii. Fratele, Jan Friesinger, la fel ca și sora ei, Agnes Friesinger sunt patinatori.
Anni Friesinger s-a căsătorit la data de 1 august 2009 în Schloss Aigen cu sportivul olandez Ids Postma.
| Medalii              | Medalii  | Medalii     | Medalii   |
| Campionatul Olimpic  | 2 x Aur  | 0 x Argint  | 2 x Bronz |
| Campionatul Mondial  | 16 x Aur | 12 x Argint | 2 x Bronz |
| Campionatul European | 5 x Aur  | 1 x Argint  | 5 x Bronz |
| Campionatul Național | 13 x Aur | 5 x Argint  | 5 x Bronz |
| -------------------- | -------- | ----------- | --------- |